# Николаевская (станция Армавир-Туапсинской железной дороги)
Никола́евская — станция Армавир-Туапсинской железной дороги на участке Армавир — Ставрополь. Находилась в станице Николаевская Успенского района Краснодарского края.

## История
Появилась она в 1916 году, как станция Туапсинской железной дороги, построенной для вывоза зерна
из Ставропольской губернии в порт Туапсе. Рельсы возле станции были убраны во время ликвидации Ставропольского участка Туапсинской железной дороги.
Сохранились остатки станционной платформы и водонапорная башня.